# Leptotarsus elegantior
Leptotarsus elegantior är en tvåvingeart som först beskrevs av Alexander 1945.  Leptotarsus elegantior ingår i släktet Leptotarsus och familjen storharkrankar.
Artens utbredningsområde är Colombia. Inga underarter finns listade i Catalogue of Life.